# Na Boca do Lobo
'''Na Boca do Lobo''' é um filme do gênero comédia romântica de 1965 estrelando Sandra Dee, Bobby Darin e Donald O'Connor.
Este foi o terceiro filme com Dee e seu então marido Darin, seguindo o último de 1961 Quando Setembro Vier e Se o Marido Atender, Desligue de 1962. Este é o segundo filme que O'Connor e Kathleen Freeman (que faz o papel de uma moça na cabine telefônica) fizeram juntos, o primeiro sendo Cantando na Chuva.

## Enredo
Joan Howell quer se tornar uma atriz, no entanto ela trabalha de empregada. Em três diferentes vezes, ela acidentalmente dá de encontro com Tom Milford, um executivo de sucesso, que a chama para sair.
Com vergonha de sua modesta casa, Joan o convida ao luxuoso apartamento de um de seus patrões, fingindo que é dela. O que ela não sabe, porque ela e o chefe nunca se conheceram, é que o apartamento é do Tom.
Ele se espanta ao ser levado para seu próprio apartamento. Para ver até onde Joan planeja manter a mentira, Tom se muda para a casa de seu amigo Harvey e segue enganando Joan. Quando ela descobre a verdade, ela se vinga dando uma festa com garotas fingindo ser prostitutas, por isso a festa é interrompida pela polícia;

## Elenco
- Sandra Dee --- Joan Howell
- Bobby Darin --- Tom Milford
- Donald O'Connor --- Harvey Granson
- Nita Talbot --- Audrey
- Larry Storch --- Luther
- Leo G. Carroll --- Sr. O'Shee, penhor
- James Westerfield --- Policial Brokaw
- Reta Shaw --- mulher na cabine telefônica